# Spirogloea
Spirogloea, novi monotipski rod parožina smješten u vlastitu porodicu, red i podrazred, dio je razreda Zygnematophyceae. Jedina vrsta u rodu je aerofitna alga S. muscicola prvi puta opisana 1858. kao Spirotaenia muscicola.

## Vanjske poveznice
- Genomes of subaerial Zygnematophyceae provide insights into land plant evolution ($) (Cell)